# Argosarchus
Argosarchus is een geslacht van Phasmatodea uit de familie Phasmatidae. De wetenschappelijke naam van dit geslacht is voor het eerst geldig gepubliceerd in 1898 door Hutton.

## Soorten
Het geslacht Argosarchus is monotypisch en omvat slechts de volgende soort:
- Argosarchus horridus (White, 1846)